# Pisenor upembanus
Pisenor upembanus is een spinnensoort uit de familie Barychelidae. De soort komt voor in Congo.